# 1997 YE14
1997 YE14 är en asteroid i huvudbältet som upptäcktes den 31 december 1997 av den japanska astronomen Takao Kobayashi vid Ōizumi-observatoriet.
Den tillhör asteroidgruppen Gefion.